# Ohm Krüger (Film)
Ohm Krüger ist ein deutscher Historienfilm von Hans Steinhoff aus dem Jahre 1941. Aus nationalsozialistischer Sicht werden der Burenkrieg und das Leben des südafrikanischen Politikers Paul Kruger geschildert. Der antibritische Propagandafilm zählte zu den aufwendigsten Filmproduktionen des nationalsozialistischen Deutschlands und wurde ein großer Publikumserfolg. Dem Film wurde das Prädikat „Film der Nation“ verliehen, Hauptdarsteller Emil Jannings, der auch die Produktion von Ohm Krüger übernommen hatte, erhielt für seine Leistung den „Ehrenring des Deutschen Films“. Nach dem Ende des Zweiten Weltkrieges wurde Ohm Krüger von den alliierten Siegermächten beschlagnahmt.
Es handelt sich heute um einen Vorbehaltsfilm der Friedrich-Wilhelm-Murnau-Stiftung. Er gehört damit zum Bestand der Stiftung, ist nicht für den Vertrieb freigegeben und darf nur mit Zustimmung und unter Bedingungen der Stiftung gezeigt werden.

## Handlung
Die in britischem Besitz befindliche „Südafrikanische Minenkompanie“ entdeckt in Südafrika bei Johannesburg gigantische Goldvorkommen. Einer zügigen Ausbeutung dieser Bodenschätze steht die Tatsache im Wege, dass sie auf burischem Gebiet liegen. Auf der Suche nach einem Vorwand, mit dem er den Kolonialminister Chamberlain für einen Krieg gegen die Buren gewinnen könnte, beauftragt der Chef der Gesellschaft, Cecil Rhodes, den Arzt Dr. Jameson damit, im Grenzgebiet Unruhen zu provozieren. Das Manöver wird vom Führer der Buren, Paul Krüger, durchschaut und misslingt. Krügers Hauptsorge besteht vorläufig jedoch darin, Einigkeit in den eigenen Reihen aufrechtzuerhalten. Die verbündeten „Eingeborenen“ zeigen Neigung, zu den Engländern überzulaufen, und einige burische Landsleute sehen nicht ein, warum sie den gut zahlenden Engländern kein Land verkaufen sollen. Am schwersten belastet Krüger der Dissens mit seinem Sohn Jan, der in Oxford studiert hat und die englandfeindliche Politik seines Vaters für verfehlt hält.
Königin Victoria, die sich von Rhodes ebenso wie Chamberlain gegen die Buren einnehmen lässt, lädt Krüger zu Verhandlungen nach London ein. Wissend, dass die Gegenseite ihn durch einen möglichst unannehmbaren Vertragsentwurf nur zur Verweigerung seiner Unterschrift bewegen möchte, um einen Kriegsvorwand zu haben, unterzeichnet er den Vertrag überraschend und räumt den Engländern das Recht ein, auf burischem Gebiet Gold zu schürfen. Im Anschluss erhebt er jedoch hohe Abgaben auf die Goldausfuhren und verpflichtet die Engländer zu überteuerten Materialeinkäufen bei den Buren.
Trotz des günstigen Verhandlungsergebnisses nimmt unter den Buren der Widerstand gegen Krüger zu. Als der Volksrat in Pretoria Rechenschaft über nicht belegte Ausgaben in Höhe von zwei Millionen Pfund fordert, schweigt Krüger und erklärt schließlich seinen Rücktritt. Rhodes unternimmt einen erneuten Versuch, ihn zur Zusammenarbeit zu überreden, und lockt zunächst mit Versprechungen, geht dann aber zu offenen Drohungen über. Krüger, der die nicht belegten Millionen für Waffenkäufe verwendet hat, bleibt nun doch im Amt und ruft die Mobilmachung aus.
Der Krieg gegen die Engländer verläuft zunächst vielversprechend. Als die Engländer schließlich jedoch auch Zivilisten angreifen, erkennt auch Krügers Sohn Jan, dass seine Sympathie der verkehrten Seite galt. Als sich die militärische Lage der Buren dann doch verschlechtert und sogar hoffnungslos wird, überzeugt Jan seinen Vater von der Notwendigkeit, nach Europa, wo Königin Victoria mittlerweile im Sterben liegt, zu reisen, um Unterstützung für das burische Volk einzuwerben. Er wird dort aber nur mit bloßen Sympathiebekundungen abgefertigt.
Während seiner Abwesenheit wird seine Familie in ein englisches Konzentrationslager deportiert, in dem besonders die Frauen einer unmenschlichen Behandlung ausgesetzt sind. Jan Krüger gelingt es, sich an das Lager heranzuschleichen und mit seiner Frau zu sprechen. Als er vom Tode seiner Kinder erfährt, verspricht er ihr, einen Befreiungsversuch vorzubereiten, wird jedoch noch am Zaun entdeckt und festgenommen. Darauf wird er aus Schikanegründen in Gegenwart der Frauen und Kinder erhängt, woraufhin diese die Hinrichtungsstätte stürmen und erbarmungslos erschossen werden.
Die Haupterzählung des Films ist in eine Rahmenhandlung eingebettet, deren Schauplatz das Schweizer Hotel ist, in dem Krüger – schwer erkrankt und von einem Professor und einer Krankenschwester betreut und abgeschirmt – dem Tod entgegensieht. Seine letzten Worte sind: „Große, mächtige Völker werden gegen die britische Tyrannei aufstehen. Sie werden England zu Boden schlagen. Gott wird mit ihnen sein. Dann ist der Weg frei für eine bessere Welt.“

## Propaganda-Elemente und -Motive
Ohm Krüger gehört mit Carl Peters zu den antienglischen Propagandafilmen der Zeit, in der sich Adolf Hitlers Hoffnung auf einen Separatfrieden mit dem Vereinigten Königreich nicht erfüllte; in ihnen wird England „mit äußerst vulgären Klischees charakterisiert“.
In Ohm Krüger erscheint die Kolonialmacht England als der „brutale Feind jeder Ordnung und Gesittung“, dem jedes Mittel recht ist – und zu denen die Engländer auch greifen, da sie ansonsten den Kampf gegen das heldenhafte Burenvolk unter seinem patriarchalischen Führer Paul Krüger nicht bestehen könnten. Paradigmatisch dafür ist die Szene, in der englische Geistliche bei einem Gottesdienst Waffen unter Schwarzen verteilen. Dabei entsprechen diverse Methoden, die im Film als englische gebrandmarkt werden (Konzentrationslager, Totaler Krieg), denjenigen der nationalsozialistischen Kriegsführung; der allen militärischen Prinzipien („die vielleicht für normale Verhältnisse taugen, in Afrika aber fehl am Platze sind“) und „Humanitätsduselei“ trotzende englische General Kitchener entspricht Hitler und dessen Vernichtungskrieg.
Eine Szene im englischen Konzentrationslager, dessen Kommandant an Winston Churchill erinnert, kopiert eine Episode aus Eisensteins Panzerkreuzer Potemkin; in beiden steht ein Aufstand der Massen gegen die verhasste Autorität, ausgelöst von der Empörung über die Verpflegung, im Mittelpunkt. Der Doktor des britischen Lagers ähnelt dabei bis ins Detail (Oberlippenbart, Zwicker) dem Schiffsarzt Smirnow bei Eisenstein, dem „Inbegriff des charakterschwachen Vollstreckers“.
Paul Krüger als eine Geschichte machende und Hitler vorwegnehmende germanische Führergestalt interessiert sich allerdings nicht für die „internationale Rechtsauffassung“. Seine englischen Gegenspieler im Film haben alle kein Format; die Königin wird als „listige alte Hexe“ dargestellt, die auf ihrem Sterbebett verkündet: „An dem Tag, an dem die Völker aufhören, sich zu hassen, ist England verloren.“

## Produktion und Rezeption
Beim Entwurf des Drehbuchs benutzten Bratt und Heuser Motive aus Arnold Kriegers Roman Mann ohne Volk (1934).
Der Drehbeginn für die Außenaufnahmen, die in der Umgebung Berlins stattfanden, war der 5. September 1940; die Innenaufnahmen begannen am 21. Oktober 1940 in den Tobis-Ateliers in Berlin-Grunewald und im EFA-Atelier in der Berliner Cicerostraße. Bei der Zensurvorlage in der Filmprüfstelle am 2. April 1941 erhielt der Film, als erster von fünf Filmen während der Zeit des Nationalsozialismus, das Höchstprädikat „Film der Nation“ und „staatspolitisch und künstlerisch besonders wertvoll“, außerdem die Prädikate „kulturell wertvoll“, „volkstümlich wertvoll“, „volksbildend“ und „Jugendwert“. Freigegeben war er ab 14 Jahren. Den Verleih übernahm die Tobis-Degeto, den Weltvertrieb die Tobis. Die Uraufführung fand am 4. April 1941 im Berliner Ufa-Palast am Zoo statt.
Propagandaminister Joseph Goebbels war begeistert von dem Ergebnis. Mehrfach widmete er sich diesem Großprojekt in seinem Tagebuch. In einem Eintrag vom 31. August 1940 heißt es: „Jannings als 'Ohm Krüger' gefällt ihm [Hitler] sehr in der Maske“. Am 17. Dezember 1940 hielt Goebbels fest: „Unterredung mit Jannings. Er arbeitet wie besessen an seinem Burenfilm. Ich sehe Muster davon. Danach wird es ein ganz großer Wurf werden.“ In seinem Tagebucheintrag vom 16. März 1941 schrieb er: „Nachmittags mit Jannings und Demandowski den 'Ohm Krüger' angeschaut. Ein ganz großes, hinreissendes Kunstwerk. Spitzenleistung des ganzen Krieges. Das ist ein Film zum Rasendwerden. Jannings ist ganz glücklich.“
In einer Meldung aus dem Reich des SD vom 12. Mai 1941 hieß es:

„Alle Berichte aus den verschiedenen Reichsgebieten bestätigen, daß der allgemeine Eindruck dieses Filmes die durch die starke Pressepropaganda hervorgerufenen außerordentlichen Erwartungen in allen Bevölkerungskreisen überboten habe. Man sehe in diesem Film die Spitzenleistung des laufenden Filmjahres und erkenne besonders an, daß in ihm politische Tendenz, künstlerische Gestaltung und schauspielerische Leistung in hervorragendem Maße zu einer Einheit gebracht worden seien. […] Daß der Film während des Krieges fertiggestellt werden konnte, werte man als besonderen Beweis für die Leistungsfähigkeit der deutschen Filmproduktion.
Propagandistisch erfülle der Film vor allem für breitere Bevölkerungskreise zweifellos voll seine Aufgabe. Die Kriegsstimmung gegen England werde wesentlich gesteigert und vertieft, da der Film trotz starker filmischer Änderungen für breitere Besucherkreise doch eine Art Geschichtsdokument aus einem Abschnitt der englischen Kolonialgeschichte bilde. Vor allem jüngeren Besuchern sei erst durch den Film ein klares Bild vom Untergang des Burenvolkes vermittelt worden […] Bestätigt werde die Wirkung dadurch, daß eine gesteigerte Nachfrage nach Literatur über die Buren und ihren Freiheitskampf festzustellen sei. […]. Die Darstellung der Brutalität Englands sei zweifellos von durchschlagender Wirkung gewesen, und der Aufbau der Handlung sei psychologisch außerordentlich geschickt auf die gegenwärtige Stimmung des deutschen Volkes gegenüber England abgestimmt worden. Darüber hinaus habe sich der Film nicht in einer negativen Propaganda erschöpft, sondern im Freiheitskampf des Burenvolkes – wenn auch in sehr stark heroisierender Form – ethische und völkische Werte zum Ausdruck gebracht. Als besonders eindrucksvoller Höhepunkt werden überall die Massenszenen mit der Erschießung der Burenfrauen bezeichnet. Der Film sei hier in seiner realistischen Darstellung bis an die Grenze des Erträglichen gegangen.
[…] Von zahlreichen Besuchern aus allen Bevölkerungsschichten werde immer wieder geäußert, daß der Film zum ersten Mal in überzeugender Form den Beweis erbracht habe, daß gerade die besten filmkünstlerischen Mittel die propagandistische Wirkung besonders verstärken.
Demgegenüber treten die kritischen Stimmen zahlenmäßig zurück, weisen jedoch nach Berichten aus verschiedenen Reichsgebieten immer wieder gleichlautend auf einige grundsätzliche Fragen hin. Zunächst werden einzelne Szenen als teilweise «zu dick aufgetragen» oder zu abstoßend bezeichnet, so z. B. die Verteilung von Gewehren und Gebetbüchern durch die englischen Missionare. Es bestehe Gefahr, daß durch solche propagandistischen Übertreibungen die Glaubwürdigkeit der historischen Filmhandlungen abgeschwächt werde. Nach den vorliegenden Berichten wird mehrfach vor allem von historisch unterrichteten Besuchern, aber auch von breiteren Besucherkreisen die Frage aufgeworfen, ob die teilweise stark propagandistisch-tendenziöse Darstellung des Filmes überhaupt nötig gewesen sei, da es sich beim Untergang der Buren rein historisch um eines der grauenhaftesten Kapitel englischer Brutalität gehandelt habe. Die Frage sei, ob eine noch stärkere historische Echtheit die gleiche, vielleicht noch überzeugendere Wirkung erreicht hätte. Nach dem Filmbesuch sei sehr oft festzustellen, daß man sich über einzelne tendenziöse Szenen nachträglich Gedanken mache, sie als geschichtlich unecht bezeichne und von ihnen aus dann auch größere Teile der Filmhandlung in ihrer historischen Echtheit anzweifle […]. Weiter wird von sachkundigen Besuchern und von Afrikakennern die Frage aufgeworfen, ob es zweckmäßig sei, das Burenvolk, das neben seinen rassisch guten Bestandteilen auch sehr starke negative Elemente aufweise, und charakterlich, wirtschaftlich und politisch eine durchaus nicht immer positive Rolle gespielt habe, in dieser Weise zu heroisieren. Der Charakter dieses Mischvolkes sei zwiespältig und könne schon im Hinblick auf die kolonialen Aufgaben Großdeutschlands nach dem Endsieg nicht als germanisches Idealbild herausgestellt werden.“

Ohm Krüger gehörte mit einem Einspielergebnis von 5,5 Millionen Reichsmark zu den kommerziell erfolgreichsten Filmen der NS-Zeit. Er erhielt zudem 1941 den Coppa Mussolini für den besten ausländischen Film bei den Filmfestspielen von Venedig.
Nach dem Ende des Zweiten Weltkrieges ließ das Oberkommando der alliierten Siegermächte alle Kopien des Films beschlagnahmen und verbot seine weitere Aufführung. In der Bundesrepublik Deutschland wurde der Film, der keine Chancen auf eine Freigabe hat, der FSK nie vorgelegt. Die Auswertungsrechte liegen heute bei der Friedrich-Wilhelm-Murnau-Stiftung, die diesen Vorbehaltsfilm nur für spezielle Bildungsveranstaltungen freigibt.
Mit dem aufkeimenden Ost-West-Konflikt und wegen seiner scharfen antibritischen und antikapitalistischen Akzente fand Ohm Krüger Eingang in das sowjetische Kinorepertoire. Der Film wurde ab 1948 unter dem Titel Трансвааль в огне (Feuer über Transvaal) regelmäßig in den Lichtspielhäusern des Ostblocks gezeigt.
In den 1960er Jahren wurde Ohm Krüger in Griechenland im Rahmen des Zypernkonflikts zur antibritischen Propaganda eingesetzt.